# Martin Myšička
Martin Myšička (* 9. března 1970 Příbram) je český divadelní a filmový herec. Od roku 1997 je stálým členem Dejvického divadla. V roce 1994 získal Cenu Alfréda Radoka v kategorii Talent roku. V roce 2009 působil i jako režisér. Od 1. ledna 2017 je uměleckým šéfem Dejvického divadla.

## Životopis
Martin Myšička se narodil 9. března 1970 v Příbrami, s rodiči ovšem žil v obci Stará Huť. Po studiu na gymnáziu začal studovat obor subnukleární fyzika na Matematicko-fyzikální fakultě UK a poté byl ještě přijat na DAMU. Obě školy úspěšně dokončil v roce 1995. Již během studií hostoval v několika pražských divadlech, např. Studiu divadla Labyrint, v Divadle Na zábradlí, v Národním divadle i ve Studiu Ypsilon. V roce 1994 obdržel Cenu Alfréda Radoka Talent roku za titulní roli knížete Myškina ve hře Idiot. Po dokončení studia působil v Západočeském divadle Cheb, v Divadle v Řeznické a získal i stálé angažmá v Národním divadle. V roce 1997 se stal členem Dejvického divadla, kde působí do současnosti, nicméně i nadále hostuje v jiných pražských divadlech. Dvakrát se ujal i divadelní řežie (2009 Joe Penhall: Krajina se zbraní, 2016 Theodor Holman: Interview).

## Filmografie
- 1996 Krajina před bouří
- 1996 Šeptej – Kytka
- 1998 Revizor (TV záznam divadelního představení) – Chlestakov
- 2002 Můj otec a ostatní muži (TV film)
- 2002 Oblomov (TV záznam divadelního představení)
- 2003 Černí baroni (TV seriál) – hrabě Šternberk
- 2003 Jedna ruka netleská – psycholog
- 2008 – 2013 Ulice (TV seriál) – Eliáš Neumann
- 2006 Hranice
- 2007 Operace Silver A (TV film) – Pavlas
- 2007 Šťovík, pečené brambory (TV záznam divadelního představení)
- 2008 Hlídač č. 47 – kamarád z vojny Ruda
- 2008 Karamazovi
- 2009 Protektor
- 2009 Smyčka (TV film)
- 2010 Občanský průkaz – Petrův otec
- 2012 Ve stínu – Jílek
- 2012 Sněžný drak – princ Dracián[4]
- 2014 Čtvrtá hvězda (TV seriál)
- 2015 Svatojánský věneček (TV film) – Alexandr Alexandrovič
- 2015 Ztraceni v Mnichově – Pavel Liem / Martin Myšička
- 2016 Pět mrtvých psů (TV minisérie) – MVDr. Toman
- 2016 Kosmo (TV seriál) – ministr Lubor Šnajdr
- 2016 Já, Mattoni (TV seriál) – doktor Gastl
- 2017 Trpaslík (TV seriál) – knihovník Karas
- 2017 Bohéma (TV seriál)
- 2017 Dabing Street (TV seriál) – Michal Kros
- 2017 Přání k mání – tatínek Alberta
- 2017 Marie Terezie (TV film) – hrabě Schwarz
- 2018 Dukla 61 (TV film)
- 2018 Tátova volha – Petr
- 2019 Princezna a Půl Království – poustevník
- 2019 Bez vědomí (TV seriál)
- 2019 Zkáza Dejvického divadla (TV seriál)
- 2019 Černé vdovy (TV seriál) – Erik
- 2019 Sever (TV seriál) – soudce
- 2020 Případ mrtvého nebožtíka – primář
- 2020 Šarlatán – Mikoláškův otec
- 2020 Láska v čase korony (TV seriál)
- 2021 Zločiny Velké Prahy (TV seriál) – JUDr. Roman Herzog
- 2021 Boží mlýny (TV seriál) – kapitán Karel Fait
- 2021 Božena (TV minisérie) – Václav Staněk
- 2021 Osada (TV seriál) – David Srovnal
- 2022 Kam motýli nelétají – otec Daniela
- 2022 Indián – Ludvík Taneček
- 2022 Guru (minisérie) – státní zástupce
- 2022 Chlap (seriál) – MUDr. Karel Drtina
- 2023 Zákony vlka (seriál) – Vilém Karas
- 2023 Oktopus (seriál) – Martin Branald
- 2023 Místo zločinu České Budějovice (TV seriál) – soudní lékař Alex
- 2023 Malá velká liga (seriál) – ředitel Slovák
- 2024 Léto s Evženem – lékař František
- 2025 Zlatovláska
- 2025 Pod parou
- 2025 Když lumpa trápí pumpa (TV film) – Kovanda
- 2025 Případy mimořádné Marty (TV seriál)
- 2025 Cukrkandl – Kolowrat

## Divadelní role
- 1987 Král – Diofantes, amatérské představení studentů 3. ročníku gymnázia GWP (3 představení - v Praze ve studiu Rubín a ve Staré Boleslavi)
- 1992 Hrabě – Tankred Dorst: Fernando Krapp mi napsal dopis, Studio divadla Labyrint, později Divadlo Na zábradlí
- 1993 Radúz – Radúz a Mahulena, Národní divadlo
- 1994 Bohumílek – Žert, satira a hlubší význam, Studio Ypsilon
- 1994 Kníže Myškin – Idiot, Divadlo DISK
- 1994 Píši Vám, Karino – Divadlo Viola
- 1995 Don Juan – Don Juan se vrací z války, Západočeské divadlo Cheb
- 1995 Alfred Almers – Eyolfek, Divadlo v Řeznické
- 1995 Laurencio – Dorotea, Národní divadlo
- 1996 Rytíř Des Grieux – Manon Lescaut, Západočeské divadlo Cheb
- 1996 Trofimov – Višňový sad, Národní divadlo
- 1997 Student, Bakalář – Faust, Národní divadlo
- 1997 Bruce – Nevyléčitelní, Divadlo Rokoko
- 1998 Raskolnikov – Zločin a trest, Divadlo v Řeznické

### Dejvické divadlo
- 1997 Primář – Utišující metoda

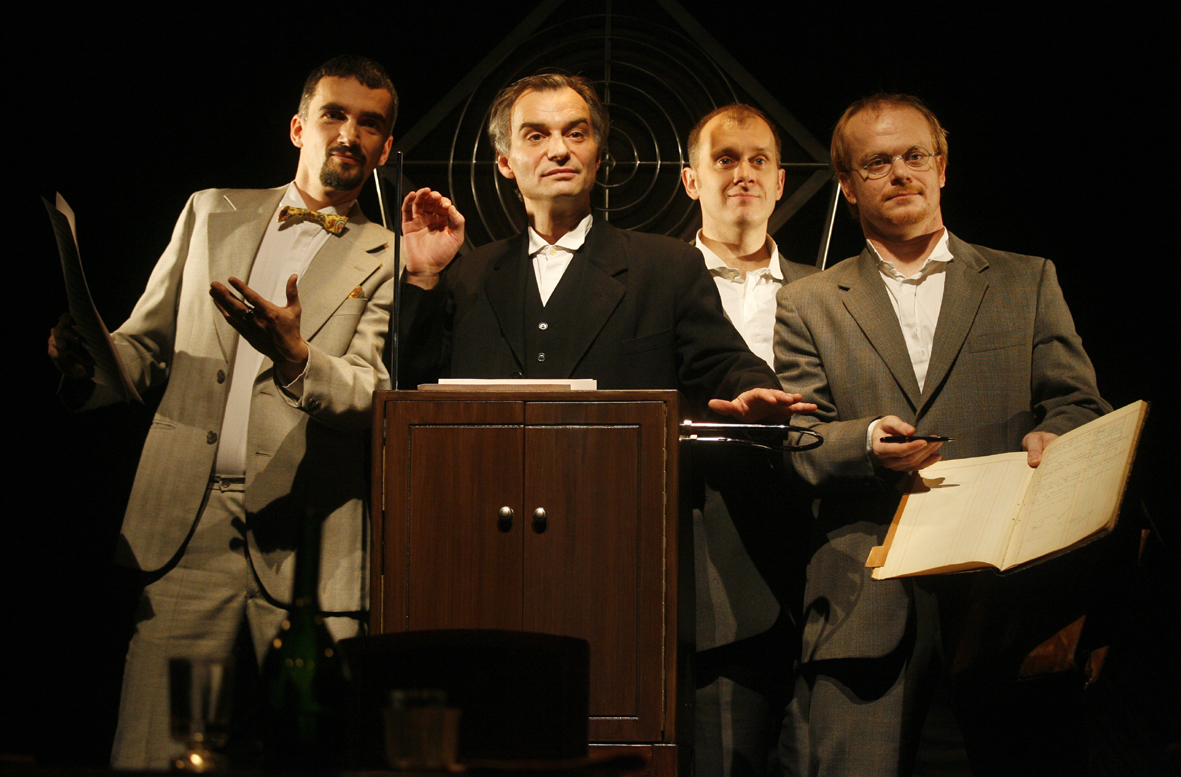
Martin Myšička v roli Josepha Schillingera ve hře Petra Zelenky Teremin, Dejvické divadlo 2005
zleva: Martin Myšička, Ivan Trojan, Jiří Bábek, David Novotný
Foto: Hynek Glos

- 1997 Sparger, později George – Kennedyho děti (Ó, milý Buddho!)
- 1998 Ivan Alexandrovič Chlestakov – Revizor
- 1998 Pan Biledew – Pazour
- 1999 Orsino – Večer tříkrálový aneb Cokoli chcete
- 1999 Macecha – Dvanáct měsíčků
- 1999 Metař, Setr – Můj život se psy
- 1999 Fotograf – Neuvěřitelný a tklivý příběh o bezelstné Eréndiře a její ukrutné babičce
- 2000 Aljoša – Bratři Karamazovi
- 2000 Dennis – Lup, Dejvické divadlo
- 2000 Andrej Karlyč Štolc – Oblomov
- 2001 Moucha – Příběhy obyčejného šílenství
- 2002 Hnízdil – Sirup
- 2003 Monostatos – Kouzelná flétna
- 2004 Peter – KFT/sendviče reality®
- 2004 Herman Broder – Love Story
- 2005 Joseph Schillinger – Teremin
- 2006 Architekt – Spříznění volbou
- 2007 Básník – Šťovík, pečené brambory
- 2008 Rogožin – Idiot
- 2008 Claudius – Hamlet
- 2008 Voják – Dračí doupě
- 2009 Ned – Krajina se zbraní
- 2010 Strážný, Advokát – Muž bez minulosti
- 2010 Frankie - Patrick Marber: Dealer's Choice
- 2012 Profesor Ornstein - Ucpanej systém
- 2012 Frank – Brian
- 2012 Pavel – Petr Zelenka: Dabing Street
- 2015 David Doubt[p 1]: Zásek[5]
- 2015 Krumbach – Zásek
- 2015 Polixenes, Druhý pán - William Shakespeare: Zimní pohádka[6]
- 2017 herec – Jiří Havelka a DD: Vražda krále Gonzaga[7]
- 2018 Václav Havel, DD: Zítra to spustíme aneb Kdo je tady gentleman[8]
- 2019 Pastor Manders – Henrik Ibsen: Přízraky[9]
- 2021 Petr Zuska a další...: Terapie
- 2022 Agazzi - Luigi Pirandello: Každý má svou pravdu
- 2022 Jan – Petr Zelenka: Fifty

## Rozhlasové role
- 2006 Petr Pýcha – Jaroslav Rudiš: Léto v Laponsku. Roadstory o cestě na sever. Rozhlasová úprava Petr Mančal, Kateřina Rathouská, Jaroslav Rudiš a Petr Pýcha. Dramaturgie Kateřina Rathouská. Režie Petr Mančal. Osoby a obsazení: Leoš (Martin Myšička), Lucie (Jana Stryková), matka (Hana Maciuchová), muž/otec (Jiří Ornest), Orion (Ivan Řezáč) a hlas (Tobiáš Jirous). Český rozhlas.[10]
- 2016 William Shakespeare: Sen noci svatojánské, Český rozhlas, překlad: Martin Hilský, rozhlasová adaptace: Klára Novotná, režie: Martina Schlegelová, dramaturgie: Renata Venclová, zvukový design a hudba: Jakub Rataj, produkce: Radka Tučková a Eva Vovesná. Osoby a obsazení: Karel Dobrý (Oberon), Helena Dvořáková (Titanie), Pavla Beretová (Puk), Viktor Preiss (Hrášek), Josef Somr (Hořčička), Jaroslav Kepka (Pavučinka), Miroslav Krobot (Poříz), David Novotný (Klubko), Martin Myšička (Střízlík), Václav Neužil (Píšťala), Hynek Čermák (Fortel), Klára Suchá (Hermie), Tereza Dočkalová (Helena), Petr Lněnička (Lysandr), Jan Meduna (Demetrius), Kamil Halbich (Theseus), Tereza Bebarová (Hippolyta), Jan Vondráček (Egeus) a další.[11]
- 2018 Robert Merle: Malevil, Role Emanuela Comta (hlavní hrdina / vypravěč), režie: Jan Jiraň, Kristián Entertainment.[12]

## Divadelní režie
- 2009 Joe Penhall: Krajina se zbraní, Dejvické divadlo
- 2016 Theodor Holman: Interview, Dejvické divadlo, překlad: Michal Kotrouš, režie: Martin Myšička, hrají: Veronika Khek Kubařová, Jaroslav Plesl, premiéra 3. prosince 2016[13]